# Ивана Добраковова
Ивана Добраковова (на словашки: Ivana Dobrakovová) е словашка преводачка и писателка на произведения в жанра драма.

## Биография и творчество
Ивана Добраковова е родена на 17 април 1982 г. в Братислава, Словакия. През 2000 г. завършва гимназия в Братислава.
Следва специалността превод на английски и френски език във Факултета по изкуства на университета Коменски в Братислава. След дипломирането си работи като преводач на сбободна практика и прави преводи, които включват „Сняг“ от Макс Фермин, „Изтритият човек“ от Франсоа Сулаж и „Руски роман“ на Еманюел Карер. Удостоена е с наградата за преводаческо майсторство „Ян Холи“ (на името на писателя Ян Холи). Прави преводи и от италиански език като работи върху превода на неаполитанските романи на Елена Феранте.
През 2007 г. спечелва общонационален конкурс за млади литературни таланти с разказа „Jašíková kysuce“, а през 2008 г. печели националния конкурс за разказ „Повиедка“ с разказа „Žít s Petrem“ (Да живееш с Петер).
Първата ѝ книга е сборникът с разкази „Prvá smrť v rodine“ (Първа смърт в семейството) публикуван през 2009 г. За него ѝ е присъдена литературната награда за млади автори „Ян Йоханидес“ (на името на писателя Ян Йоханидес).
През 2010 г. е издаден първият ѝ роман „Белвю“. Книгата представя опита на млада словашка жена, която получава нервен срив, след като поема работа през лятото в международен младежки лагер в център за хора с увреждания в близост до Марсилия. Романът е отличен през 2011 г. с наградата за млади таланти на Фондация „Татрабанка“.
Третата ѝ книга „Тохо“ от 2013 г. е сборник със седем разказа. Главни герои на разказите са предимно словаци, които търсят своето място в живота чрез връзки с хора, които срещат в чужбина. Сборникът печели анкетата на в. „Правда“ за книга на годината.
През 2018 г. е издаден романа ѝ „Matky a kamionisti“ (Майки на шофьори на камиони), който представя историите на пет жени, три словашки и две италианци, които имат различни житейски съдби, но се преплитат в Братислава и Торино, в Интернет и техните умове. През 2019 г. романът получава наградата за литература на Европейския съюз.
Ивана Добраковова живее със семейството си от 2005 г. в Торино, Италия.

## Произведения

### Самостоятелни романи
- Bellevue (2010)
Белвю, изд.: „Наука и изкуство“, София (2018), прев. Асен Милчев
- Matky a kamionisti (2018) – награда за литература на Европейския съюз

### Сборници
- Prvá smrť v rodine (2009)
- Toxo (2013)

### Разкази
- Jašíková kysuce (2007)
- Žít s Petrem (2008)

### Преводи
- „Сняг“ от Макс Фермин
- „Изтритият човек“ от Франсоа Сулаж
- „Руски роман“ от Еманюел Карер